# Pistole (platidlo)
Pistole[zdroj?] byla pruská zlatá mince vydávaná v nominální hodnotě 5 stříbrných pruských tolarů zvaná "Friedrich d'or" či také "pistole". Mince byla následně kopírována jinými severoněmeckými státy a vydávána s vybrazením jejich vlastních vládců (August-, Friedrich-August-, Christian d'or) pod jejich jménem. Měla hodnotu 4,8-5 stříbrných severoněmeckých tolarů.

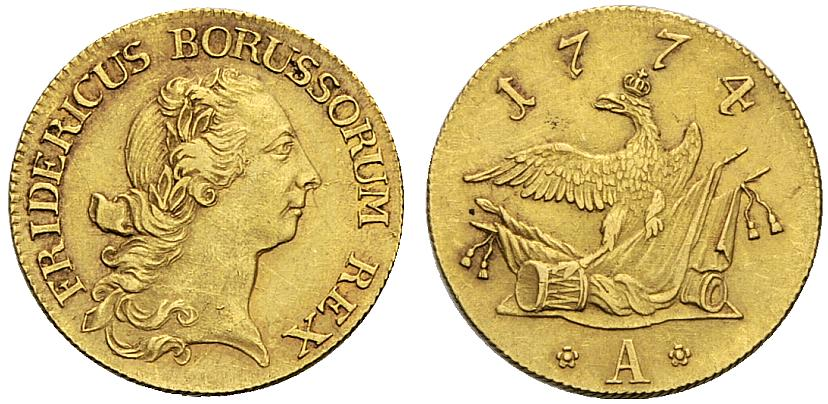
Zlatá mince Fridricha II. z roku 1774

Na lícové straně "Friedrich d'or" byla králova hlava a na zadní straně byla vyryta jeho orlice.
Mince byla pravidelně vydávána jako zlatá obchodní mince od roku 1741 do roku 1855.
Předlohou pruské mince byl španělský dublon a francouzský Louis d'or. Ražba byla zahájena v roce 1741 Fridrichem Vilémem II. V emisi pokračovali jeho nástupci Fridrich Vilém III. a Fridrich Vilém IV. až do roku 1855.